# Lista de candidatos a Presidente da Câmara Municipal nas eleições autárquicas portuguesas de 2017 - Aveiro a Leiria
Neste artigo é feita a relação de todos os candidatos à presidência das câmaras municipais em Portugal nas eleições autárquicas portuguesas de 2017, especificamente nos distritos de Aveiro, Beja, Braga, Bragança, Castelo Branco, Coimbra, Évora, Faro, Guarda e Leiria.

## Candidatos

### Distrito de Aveiro
| Concelho             |  | Presidente 2013/2017                                    | Candidatos |
| -------------------- |  | ------------------------------------------------------- | --- |
| Águeda               |  | Gil Nadais                                              | Paulo Seara (PS) Miguel Roque Bouça (PPD/PSD) Francisco Simões (CDU) António Martins (CDS-PP) Francisco Marques Vidal (BE) Jorge Almeida (IND.)                      |
| Albergaria-a-Velha   |  | António Loureiro                                        | António Brito da Silva (PS) José Licínio Pimenta (PPD/PSD) Adelino Nunes (CDU) António Loureiro (CDS-PP) Américo Pinto (BE) Adérito Pinto (MPT)                      |
| Anadia               |  | Teresa Belém Cardoso                                    | Litério Marques (PPD/PSD) Fátima Flores (CDU) Henrique Semedo (CDS-PP) Teresa Belém Cardoso (IND. c/ PS)                                                             |
| Arouca               |  | Artur Neves                                             | Margarida Belém (PS) Fernando Mendes (PPD/PSD.CDS-PP) Francisco Gonçalves (CDU) José Maria Costa Gomes (PPM) Victor Brandão (NC)                                     |
| Aveiro               |  | José Ribau Esteves                                      | Manuel Oliveira de Sousa (PS) José Ribau Esteves (PPD/PSD.CDS-PP.PPM) Miguel Viegas (CDU) Nelson Peralta (BE) Jorge Morais (PAN)                                     |
| Castelo de Paiva     |  | Gonçalo Rocha                                           | Gonçalo Rocha (PS) José Rocha (PPD/PSD.CDS-PP) Manuel Moreira Rodrigues (CDU)                                                                                        |
| Espinho              |  | Joaquim Pinto Moreira                                   | Nuno Lacerda Lopes (PS) Joaquim Pinto Moreira (PPD/PSD) Fausto Neves (CDU) Joana Soares (CDS-PP) António Couto Canastro (BE) Delfim Sousa (NC) Leonor Fonseca (IND.) |
| Estarreja            |  | Diamantino Sabina                                       | Catarina Rodrigues (PS) Diamantino Sabina (PPD/PSD.CDS-PP) Filomena Tavares (CDU)                                                                                    |
| Ílhavo               |  | Fernando Caçoilo                                        | Eduardo Conde (PS) Fernando Caçoilo (PPD/PSD) João Coquim (CDU) Carlos Ferreira (CDS-PP.PPM) Pedro Tavares (BE)                                                      |
| Mealhada             |  | Rui Marqueiro                                           | Rui Marqueiro (PS) Hugo Alves Silva (PPD/PSD.CDS-PP.MPT.PPM) Isabel Lemos (CDU) Dilan Granjo (BE)                                                                    |
| Murtosa              |  | Joaquim Batista                                         | Jorge Bacelar (PS) Joaquim Batista (PPD/PSD) Jorge Vieira (CDU) Pedro Marques (CDS-PP)                                                                               |
| Oliveira de Azeméis  |  | Hermínio Loureiro (2013–2016) Isidro Figueiredo (2016–) | Joaquim Jorge (PS) Ricardo Tavares (PPD/PSD) Joana Alves (CDU) António Pinto Moreira (CDS-PP) Diogo Barbosa (BE) Sérgio Monte (IND.)                                 |
| Oliveira do Bairro   |  | Mário João Oliveira                                     | António Mota (PPD/PSD) Fernando Picanço (CDU) Duarte Novo (CDS-PP) Fernando Silva (IND. c/ PS)                                                                       |
| Ovar                 |  | Salvador Malheiro                                       | Vítor Amaral (PS) Salvador Malheiro (PPD/PSD) Carlos Jorge Silva (CDU) Filipe Marques Gonçalves (CDS-PP) Ismael Lisboa Varanda (BE)                                  |
| Santa Maria da Feira |  | Emídio Sousa                                            | Margarida Gariso (PS) Emídio Sousa (PPD/PSD) Antero Resende (CDU) Rui Tavares (CDS-PP) Luís Sá (BE) Anselmo Oliveira (PNR)                                           |
| São João da Madeira  |  | Ricardo Figueiredo                                      | Jorge Sequeira (PS) Paulo Cavaleiro (PPD/PSD.CDS-PP) Rita Mendes (CDU) Fernando Sousa (BE) Andrea Domingos (PAN)                                                     |
| São João da Madeira  |  | Ricardo Figueiredo                                      | Jorge Sequeira (PS) Paulo Cavaleiro (PPD/PSD.CDS-PP) Rita Mendes (CDU) Fernando Sousa (BE) Andrea Domingos (PAN)                                                     |
| Sever do Vouga       |  | António Coutinho                                        | António Coutinho (PS) Paulo Martins (PPD/PSD) Raul Tavares (CDU) Ricardo Silva (CDS-PP)                                                                              |
| Vagos                |  | Silvério Regalado                                       | Ana Maria Vasconcelos (PS) Silvério Regalado (PPD/PSD) Virgílio Dias (CDU) João Domingues (CDS-PP)                                                                   |
| Vale de Cambra       |  | José Pinheiro                                           | Nelson Martins (PS) Pedro Almeida (PPD/PSD) José Gaspar (CDU) José Pinheiro (CDS-PP)                                                                                 |

### Distrito de Beja
| Concelho             |  | Presidente 2013/2017                                 | Candidatos |
| -------------------- |  | ---------------------------------------------------- | --- |
| Aljustrel            |  | Nelson Brito                                         | Nelson Brito (PS) Marta Maia (PPD/PSD.CDS-PP) João Mestre (CDU)                                                          |
| Almodôvar            |  | António Bota                                         | António Bota (PS) António Sebastião (PPD/PSD) Sérgio Delgado (CDU) Ana Cristina Ferreira (BE)                            |
| Alvito               |  | António João Valério                                 | Fernando Viola (PS) Luís Ferro (PPD/PSD) António João Valério (CDU) Ismael Pimentel (CDS-PP)                             |
| Barrancos            |  | António Tereno                                       | João Serranito Nunes (PS) Isabel Sabino (CDU) Dalila Guerra (CDS-PP.PPD/PSD)                                             |
| Beja                 |  | João Rocha                                           | Paulo Arsénio (PS) José Pinela Fernandes (PPD/PSD) João Rocha (CDU) Luís D'Árgent (CDS-PP) José Pedro Oliveira (BE)      |
| Castro Verde         |  | Francisco Duarte                                     | António José Brito (PS) Herlander Mira (PPD/PSD.CDS-PP) Francisco Duarte (CDU)                                           |
| Cuba                 |  | João Português                                       | Luís Barriga (PS) João Português (CDU) Pedro Janeiro (CDS-PP.PPD/PSD)                                                    |
| Ferreira do Alentejo |  | Aníbal Reis Costa                                    | Luís Pita Ameixa (PS) José Pereira (PPD/PSD.CDS-PP) Paulo Conde (CDU)                                                    |
| Mértola              |  | Jorge Rosa                                           | Jorge Rosa (PS) David Encarnação (PPD/PSD) Orlando Pereira (CDU)                                                         |
| Moura                |  | Santiago Macias                                      | Álvaro Azedo (PS) João Guerreiro (PPD/PSD) Inês Margarida Seabra (CDS-PP) José Pós-de-Mina (CDU)                         |
| Odemira              |  | José Alberto Guerreiro                               | José Alberto Guerreiro (PS) Luís Freitas (PPD/PSD) Sara Ramos (CDU) Mariana Freire de Andrade (CDS-PP) Ana Loureiro (BE) |
| Ourique              |  | Pedro do Carmo (2013–2015) Marcelo Guerreiro (2015–) | Marcelo Guerreiro (PS) António Afonso (PPD/PSD) José Filipe Estevens (CDU)                                               |
| Serpa                |  | Tomé Pires                                           | Manuel Soares (PS) António Bettencourt (PPD/PSD.CDS-PP) Tomé Pires (CDU) Alberto Matos (BE) Joaquim Covas (PCTP/MRPP)    |
| Vidigueira           |  | Manuel Narra                                         | José Miguel Almeida (PS) Rui Raposo (CDU) Helena D'Aguilar (IND.)                                                        |

### Distrito de Braga
| Concelho               |  | Presidente 2013/2017                                      | Candidatos |
| ---------------------- |  | --------------------------------------------------------- | --- |
| Amares                 |  | Manuel Moreira                                            | Pedro Costa (PS) Manuel Moreira (PPD/PSD.CDS-PP) António Costa (CDU) Emanuel Magalhães (IND.)                                                              |
| Barcelos               |  | Miguel Costa Gomes                                        | Miguel Costa Gomes (PS) Mário Constantino Lopes (PPD/PSD.CDS-PP) Mário Figueiredo (CDU) José Ilídio Torres (BE) Vasco Santos (MAS) Domingos Pereira (IND.) |
| Braga                  |  | Ricardo Rio                                               | Miguel Corais (PS) Ricardo Rio (PPD/PSD.CDS-PP.PPM) Carlos Almeida (CDU) Paula Nogueira (BE) Armando Caldas (NC)                                           |
| Cabeceiras de Basto    |  | Serafim China Pereira (2013–2015) Francisco Alves (2015–) | Francisco Alves (PS) Manuel Nogueira (CDU) Jorge Machado (IND. c/ PPD/PSD.CDS-PP)                                                                          |
| Celorico de Basto      |  | Joaquim Mota e Silva                                      | Eduardo Magalhães (PS) Joaquim Mota e Silva (PPD/PSD) Luís Heitor Marinho (CDU) António Cerqueira (CDS-PP) Carlos Dias Guimarães (IND.)                    |
| Esposende              |  | Benjamim Pereira                                          | Manuel Enes Abreu (PS) Benjamim Pereira (PPD/PSD) Manuel Carvoeiro (CDU) Artur Viana (CDS-PP) João Cepa (IND.)                                             |
| Fafe                   |  | Raul Cunha                                                | Raul Cunha (PS) Eugénio Marinho (PPD/PSD.CDS-PP) Alexandre Triguinho (CDU) Leonel Castro (BE) Antero Barbosa (IND.)                                        |
| Guimarães              |  | Domingos Bragança                                         | Domingos Bragança (PS) André Coelho Lima (PPD/PSD.CDS-PP.MPT.PPM.PPV/CDC) Torcato Ribeiro (CDU) Wladimir Brito (BE)                                        |
| Póvoa de Lanhoso       |  | Manuel Baptista                                           | Frederico Castro (PS) Avelino Silva (PPD/PSD) António Carneiro (CDU) Lúcio Pinto (IND. c/ CDS-PP)                                                          |
| Terras de Bouro        |  | Joaquim Cracel (2013–2017) Luís Teixeira (2017–)          | Luís Teixeira (PS) Manuel Tibo (PPD/PSD) José Guerreiro (CDU) Paulo Sousa (IND. c/ CDS-PP)                                                                 |
| Vieira do Minho        |  | António Cardoso                                           | Jorge Dantas (PS) António Cardoso (PPD/PSD.CDS-PP) José Luís Pereira (CDU)                                                                                 |
| Vila Nova de Famalicão |  | Paulo Cunha                                               | Nuno Sá (PS) Paulo Cunha (PPD/PSD.CDS-PP) Domingos Costa (CDU) José Luís Araújo (BE)                                                                       |
| Vila Verde             |  | António Vilela                                            | José Morais (PS) António Vilela (PPD/PSD) Nuno Guerra (CDU) Paulo Marques (CDS-PP)                                                                         |
| Vizela                 |  | Dinis Costa                                               | João Ilídio Costa (PS) Jorge Pedrosa (PPD/PSD.CDS-PP) António Veiga (CDU) Marco Almeida (BE) Victor Hugo Salgado (IND.)                                    |

### Distrito de Bragança
| Concelho                 |  | Presidente 2013/2017 | Candidatos |
| ------------------------ |  | -------------------- | --- |
| Alfândega da Fé          |  | Berta Nunes          | Berta Nunes (PS) Vítor Bebiano (PPD/PSD.CDS-PP) Eugénia Gouveia (CDU)                                                             |
| Bragança                 |  | Hernâni Dias         | Carlos Guerra (PS) Hernâni Dias (PPD/PSD) António Morais (CDU) Francisco Pinheiro (CDS-PP) José Freire (BE) Manuel Vitorino (PDR) |
| Carrazeda de Ansiães     |  | José Luís Correia    | João Gonçalves (PPD/PSD) Duarte Tavares (CDU) Frederico Meireles (IND. c/ PS.CDS-PP)                                              |
| Freixo de Espada à Cinta |  | Maria do Céu Quintas | Nuno Ferreira (PS) Maria do Céu Quintas (PPD/PSD) Nicolau Manso (CDU) Edgar Gata (CDS-PP.MPT.PPM)                                 |
| Macedo de Cavaleiros     |  | Duarte Moreno        | Benjamim Rodrigues (PS) Duarte Moreno (PPD/PSD.CDS-PP) Carlos Cunha (CDU) Fernando Choupina (BE)                                  |
| Miranda do Douro         |  | Artur Nunes          | Artur Nunes (PS) Manuel Rodrigo (PPD/PSD.CDS-PP) Glória de Jesus (CDU)                                                            |
| Mirandela                |  | António Branco       | Júlia Rodrigues (PS) António Branco (PPD/PSD) Eduarda Carvalho (CDU) Paula Lopes (CDS-PP)                                         |
| Mogadouro                |  | Francisco Guimarães  | Francisco Guimarães (PS) Manuel Cordeiro (PPD/PSD.CDS-PP) Amândio Pereira (CDU)                                                   |
| Torre de Moncorvo        |  | Nuno Gonçalves       | Maria de Lurdes Pontes (PS) Nuno Gonçalves (PPD/PSD.CDS-PP) Laurinda Esteves Amaro (CDU)                                          |
| Vila Flor                |  | Fernando Barros      | Fernando Barros (PS) Pedro Lima (PPD/PSD.CDS-PP) Rui Tadeu (CDU) Rui Guerra (BE)                                                  |
| Vimioso                  |  | Jorge Fidalgo        | Jorge Fernandes (PS) Jorge Fidalgo (PPD/PSD) Altino Silva (CDU) Jorge Santos (CDS-PP.MPT)                                         |
| Vinhais                  |  | Américo Pereira      | Luís Fernandes (PS) Carlos Almendra (PPD/PSD.CDS-PP) Dinis Lousada (CDU)                                                          |

### Distrito de Castelo Branco
| Concelho            |  | Presidente 2013/2017                              | Candidatos |
| ------------------- |  | ------------------------------------------------- | --- |
| Belmonte            |  | António Dias Rocha                                | António Dias Rocha (PS) Amândio Melo (PPD/PSD.MPT) Tiago Cunha (CDU) André Rodrigues Barbosa (CDS-PP)                                  |
| Castelo Branco      |  | Luís Correia                                      | Luís Correia (PS) Carlos Almeida (PPD/PSD) Ana Maria Leitão (CDU) José Pedro Sousa (CDS-PP) Luís Barroso (BE)                          |
| Covilhã             |  | Vítor Pereira                                     | Vítor Pereira (PS) Marco Baptista (PPD/PSD.PPM) Mónica Ramôa (CDU) Adolfo Mesquita Nunes (CDS-PP) João Corono (BE) Carlos Pinto (IND.) |
| Fundão              |  | Paulo Fernandes                                   | Joana Bento (PS) Paulo Fernandes (PPD/PSD) Catarina Gavinhos (CDU) Aires Patrício (CDS-PP)                                             |
| Idanha-a-Nova       |  | Armindo Jacinto                                   | Armindo Jacinto (PS) António Moreira (PPD/PSD.CDS-PP) João Fazendas (CDU)                                                              |
| Oleiros             |  | Fernando Jorge                                    | Fernando Jorge (PPD/PSD) Daniel Fernandes (CDU) António Jorge (NC)                                                                     |
| Penamacor           |  | António Luís Beites                               | António Luís Beites (PS) Ana Paula Pires (CDU) António Tavares Proença (CDS-PP) Domingos Torrão (IND. c/ PPD/PSD)                      |
| Proença-a-Nova      |  | João Lopes Catarino (2013–2016) João Lobo (2016–) | João Lobo (PS) Helena Mendonça (PPD/PSD) Francisco Delgado (CDU)                                                                       |
| Sertã               |  | José Farinha Nunes                                | José Luís Jacinto (PS) José Farinha Nunes (PPD/PSD) Ema Gomes (CDU) Maria João Torres (CDS-PP)                                         |
| Vila de Rei         |  | Ricardo Aires                                     | Luís Santos (PS) Ricardo Aires (PPD/PSD) Carlos Almeida (CDU) Cidália Fernandes Manuel (CDS-PP)                                        |
| Vila Velha de Ródão |  | Luís Pereira                                      | Luís Pereira (PS) Carlos Faria (PPD/PSD.CDS-PP) António Inácio (CDU)                                                                   |

### Distrito de Coimbra
| Concelho             |  | Presidente 2013/2017    | Candidatos |
| -------------------- |  | ----------------------- | --- |
| Arganil              |  | Ricardo Alves           | Rui Silva (PS) Luís Paulo Costa (PPD/PSD) José Tiago Almeida (CDU) |
| Cantanhede           |  | João Moura              | Luís Silva (PS) Helena Teodósio (PPD/PSD) Maria Teresa de Jesus (CDU) Fernando Cunha (CDS-PP)                                                                                          |
| Coimbra              |  | Manuel Machado          | Manuel Machado (PS) Jaime Ramos (PPD/PSD.CDS-PP.MPT.PPM) Francisco Queirós (CDU) Victor Marques (PAN) Vítor Ramalho (PNR) Jorge Gouveia Monteiro (IND. c/ BE) José Manuel Silva (IND.) |
| Condeixa-a-Nova      |  | Nuno Moita              | Nuno Moita (PS) Nuno Claro (PPD/PSD) Anabela Sotaia (CDU) Gisela Martins (BE) |
| Figueira da Foz      |  | João Ataíde             | João Ataíde (PS) Carlos Tenreiro (PPD/PSD) Silvina Queiroz (CDU) Miguel Mattos Chaves (CDS-PP.PPM) Rui Curado Silva (BE) António Durão (MPT)                                           |
| Góis                 |  | Lurdes Castanheira      | Lurdes Castanheira (PS) Rui Sampaio (PPD/PSD.CDS-PP) António Flores Tavares (CDU) José Rodrigues (IND.)                                                                                |
| Lousã                |  | Luís Antunes            | Luís Antunes (PS) Joaquim Lourenço (PPD/PSD) Marina Quaresma (CDU) Maria Clara Aguilar (BE)                                                                                            |
| Mira                 |  | Raul Almeida            | Manuel Martins (PS) Raul Almeida (PPD/PSD) Naara Dehorne (CDU) Fátima Peixoto (CDS-PP) Rui Terrível (IND.)                                                                             |
| Miranda do Corvo     |  | Miguel Baptista         | Miguel Baptista (PS) Fátima Ramos (PPD/PSD.CDS-PP) Ana Grade (CDU) Júlia Correia (BE)                                                                                                  |
| Montemor-o-Velho     |  | Emílio Torrão           | Emílio Torrão (PS) Luís Leal (PPD/PSD.CDS-PP) Jorge Camarneiro (CDU) Artur Silva (BE) Armando Maia (PDR)                                                                               |
| Oliveira do Hospital |  | José Carlos Alexandrino | José Carlos Alexandrino (PS) João Paulo Pombo Albuquerque (PPD/PSD) Luís Martins Almeida (CDU) Nuno Alves (CDS-PP.MPT.PPM)                                                             |
| Pampilhosa da Serra  |  | José Brito              | Carlos Ferrão (PS) José Brito (PPD/PSD) Helena Seco (CDU) |
| Penacova             |  | Humberto Oliveira       | Humberto Oliveira (PS) António Simões (PPD/PSD) Isabel Bem-Haja (CDU) Jorge Conceição (CDS-PP)                                                                                         |
| Penela               |  | Luís Matias             | Mário Carvalho (PS) Luís Matias (PPD/PSD) Graça Pedrosa (CDU) |
| Soure                |  | Mário Jorge Nunes       | Mário Jorge Nunes (PS) Agostinho Gonçalves (PPD/PSD.CDS-PP.PPM) Manuela Santos (CDU)                                                                                                   |
| Tábua                |  | Mário Loureiro          | Mário Loureiro (PS) Fernando Tavares Pereira (PPD/PSD) José Manuel Oliveira (CDU) Maria Glória Gonçalves (CDS-PP)                                                                      |
| Vila Nova de Poiares |  | João Miguel Henriques   | João Miguel Henriques (PS) Pedro Coelho (PPD/PSD) Marina Antunes (CDU) |

### Distrito de Évora
| Concelho              |  | Presidente 2013/2017        | Candidatos |
| --------------------- |  | --------------------------- | --- |
| Alandroal             |  | Mariana Chilra              | João Grilo (PS) José Cebola Gomes (PPD/PSD) Mariana Chilra (CDU) Alberto Ramalho (CDS-PP) João Nabais (IND.)                                                    |
| Arraiolos             |  | Sílvia Pinto                | António Traguedo (PS) Luís Rodrigues (PPD/PSD) Sílvia Pinto (CDU) Amaro Correia (BE)                                                                            |
| Borba                 |  | António Anselmo             | Agnelo Baltazar (PS) Benjamim Espiguinha (PPD/PSD) João Proença (CDU) Rui Sá (BE) António Anselmo (IND.)                                                        |
| Estremoz              |  | Luís Mourinha               | José Sádio (PS) João Tavares (PPD/PSD.CDS-PP) Rui Fonseca (CDU) Luís Mourinha (IND.)                                                                            |
| Évora                 |  | Carlos Pinto de Sá          | Elsa Teigão (PS) António Costa da Silva (PPD/PSD) Carlos Pinto de Sá (CDU) Pedro d'Orey Manoel (CDS-PP.MPT.PPM) Maria Helena Figueiredo (BE) André Sapage (PAN) |
| Montemor-o-Novo       |  | Hortênsia Menino            | Olímpio Galvão (PS) Patrícia Seatra (PPD/PSD) Hortênsia Menino (CDU) Vítor Vicente (CDS-PP)                                                                     |
| Mora                  |  | Luís Simão                  | Paula Chuço (PS) Duarte Vaz (PPD/PSD) Luís Simão (CDU) |
| Mourão                |  | Maria Clara Safara          | Maria Clara Safara (PS) Anabela Caixeiro (PPD/PSD) Cristina Candeias (CDU) Ana Bravo (CDS-PP.MPT.PPM)                                                           |
| Portel                |  | José Manuel Grilo           | José Manuel Grilo (PS) Luís Tirapicos Nunes (PPD/PSD.CDS-PP) Jorge Cravidão (CDU)                                                                               |
| Redondo               |  | António Recto               | Luís Faleiro (PS) David Galego (PPD/PSD.CDS-PP) David Grave (CDU) António Recto (IND.)                                                                          |
| Reguengos de Monsaraz |  | José Calixto                | José Calixto (PS) Elsa Bento (PPD/PSD) Helina Lobo (CDU) Maria de Fátima Carrilho (CDS-PP)                                                                      |
| Vendas Novas          |  | Luís Dias                   | Luís Dias (PS) Joaquim Soeiro (PPD/PSD) João Teresa Ribeiro (CDU)                                                                                               |
| Viana do Alentejo     |  | Bernardino Bengalinha Pinto | Bernardino Bengalinha Pinto (PS) Caetano Silva (PPD/PSD) Luís Miguel Duarte (CDU)                                                                               |
| Vila Viçosa           |  | Manuel Condenado            | Anabela Consolado (PS) Josué Bacalhau (PPD/PSD.CDS-PP) Manuel Condenado (CDU) António Jardim (IND.)                                                             |

### Distrito de Faro
|                            |  | Presidente 2013/2017 | Candidatos |
| -------------------------- |  | -------------------- | --- |
| Albufeira                  |  | Carlos Silva e Sousa | Ricardo Clemente (PS) Carlos Silva e Sousa (PPD/PSD) Manuela Jorge (CDU) Jorge Loureiro (CDS-PP.MPT.PPM) Sandra Costa (BE) Isabel Machadinho (PAN)      |
| Alcoutim                   |  | Osvaldo Gonçalves    | Osvaldo Gonçalves (PS) Jorge Inácio (PPD/PSD.CDS-PP.MPT.PPM) Mário Nunes (CDU)                                                                          |
| Aljezur                    |  | José Amarelinho      | José Amarelinho (PS) Hélder Cabrita (PPD/PSD.CDS-PP.MPT) Rogério Furtado (CDU)                                                                          |
| Castro Marim               |  | Francisco Amaral     | Célia Brito (PS) Francisco Amaral (PPD/PSD.CDS-PP) Marco Rosa (CDU) José Estevens (IND.)                                                                |
| Faro                       |  | Rogério Bacalhau     | António Eusébio (PS) Rogério Bacalhau (PPD/PSD.CDS-PP.MPT.PPM) António Mendonça (CDU) Eugénia Taveira (BE) Paulo Baptista (PAN) Humberto Correia (IND.) |
| Lagoa                      |  | Francisco Martins    | Francisco Martins (PS) José Inácio (PPD/PSD) António Flamino (CDU) Ondina Santos (CDS-PP.MPT.PPM) Jorge Ramos (BE)                                      |
| Lagos                      |  | Joaquina Matos       | Joaquina Matos (PS) Nuno Serafim (PPD/PSD.CDS-PP.MPT.PPM) Ana Paula Viana (CDU) Manuela Goes (BE) Margarida Maurício (PAN) Luís Barroso (IND.)          |
| Loulé                      |  | Vítor Aleixo         | Vítor Aleixo (PS) José Graça (PPD/PSD.CDS-PP.MPT) António Vairinhos Martins (CDU) Joaquim Sarmento Guerreiro (BE)                                       |
| Monchique                  |  | Rui André            | Paulo Alves (PS) Rui André (PPD/PSD) Ana Veiga (CDU) João Duarte (IND.)                                                                                 |
| Olhão                      |  | António Pina         | António Pina (PS) Luciano Jesus (PPD/PSD.CDS-PP.MPT.PPM) Sebastião Coelho (CDU) Ivo Madeira (BE) Rui Santos (IND.)                                      |
| Portimão                   |  | Isilda Gomes         | Isilda Gomes (PS) Isidro Vieira (CDU) José Pedro Caçorino (CDS-PP.PPD/PSD.MPT.PPM) João Vasconcelos (BE) Mário Cintra (NC)                              |
| São Brás de Alportel       |  | Vítor Guerreiro      | Vítor Guerreiro (PS) Bruno Costa (PPD/PSD.CDS-PP.MPT.PPM) Francisco Keil do Amaral (CDU)                                                                |
| Silves                     |  | Rosa Palma           | Fátima Matos (PS) Rogério Pinto (PPD/PSD) Rosa Palma (CDU) Paula Sousa (CDS-PP.PPM) Rui Barradas (BE)                                                   |
| Tavira                     |  | Jorge Botelho        | Jorge Botelho (PS) Elsa Cordeiro (PPD/PSD) Miguel Cunha (CDU) João Carvalho (CDS-PP) José Manuel do Carmo (BE) Carlos Nunes (NC)                        |
| Vila do Bispo              |  | Adelino Soares       | Adelino Soares (PS) Afonso Nascimento (PPD/PSD.CDS-PP.MPT.PPM) Paula Vilallonga (CDU) Sebastião Pernes (BE) Fernando Cortes (IND.)                      |
| Vila Real de Santo António |  | Luís Gomes           | António Murta (PS) Conceição Cabrita (PPD/PSD) Álvaro Leal (CDU) Celeste Santos (BE)                                                                    |

### Distrito da Guarda
| Concelho                    |  | Presidente 2013/2017     | Candidatos |
| --------------------------- |  | ------------------------ | --- |
| Aguiar da Beira             |  | Joaquim Bonifácio        | Fernando Pires (PPD/PSD) Cristiana Nunes Rodrigues (CDU) João Silva (CDS-PP) Joaquim Bonifácio (IND. c/ PS)                                    |
| Almeida                     |  | António Baptista Ribeiro | Joaquim Fernandes (PS) António José Machado (PPD/PSD) Aristides Sampaio (CDU) Lourenço Saraiva (IND. c/ CDS-PP)                                |
| Celorico da Beira           |  | José Monteiro            | José Albano Marques (PS) Carlos Ascensão (PPD/PSD) Maria Eduarda Rebelo (CDU) José Seco (CDS-PP.MPT.PPM) Júlio Santos (IND.)                   |
| Figueira de Castelo Rodrigo |  | Paulo Langrouva          | Paulo Langrouva (PS) Carlos Condesso (PPD/PSD) Delfina Bazaréu (CDU) Fernando Rua (CDS-PP)                                                     |
| Fornos de Algodres          |  | Manuel Fonseca           | Manuel Fonseca (PS) Joaquina Domingues (PPD/PSD) Joaquim Almeida (CDU) Cristina Guerra (CDS-PP)                                                |
| Gouveia                     |  | Luís Tadeu               | João Paulo Agra (PS) Luís Tadeu (PPD/PSD) Jorge Matos (CDU) Eduardo Bernardo (CDS-PP)                                                          |
| Guarda                      |  | Álvaro Amaro             | Eduardo Brito (PS) Álvaro Amaro (PPD/PSD) Carlos Canhoto (CDU) Carlos Adaixo (CDS-PP.MPT.PPM) Jorge Mendes (BE)                                |
| Manteigas                   |  | José Manuel Biscaia      | Esmeraldo Carvalhinho (PS) José Manuel Biscaia (PPD/PSD) Manuel Aldeia (CDU) Pedro Silva (CDS-PP) Francisco Elvas (IND.)                       |
| Mêda                        |  | Anselmo Sousa            | Anselmo Sousa (PS) Aires Amaral (PPD/PSD) Manuel André (CDU) César Figueiredo (CDS-PP)                                                         |
| Pinhel                      |  | Rui Ventura              | Esperança Valongo (PS) Rui Ventura (PPD/PSD) Joaquim Ferreira (CDU) Lino Quirino (CDS-PP.NC.PPM)                                               |
| Sabugal                     |  | António Robalo           | António Dionísio (PS) António Robalo (PPD/PSD) Flávio Silva (CDU) Alfredo Nobre (CDS-PP.MPT)                                                   |
| Seia                        |  | Carlos Filipe Camelo     | Carlos Filipe Camelo (PS) Fabíola Figueiredo (PPD/PSD) Margarida Abrantes (CDU) Manuel Saraiva Borges (CDS-PP) João Tenreiro Patrocínio (IND.) |
| Trancoso                    |  | Amílcar Salvador         | Amílcar Salvador (PS) João Rodrigues (PPD/PSD) Tiago Gil (CDU) António Nascimento (CDS-PP)                                                     |
| Vila Nova de Foz Côa        |  | Gustavo Duarte           | Jorge Liça (PS) Gustavo Duarte (PPD/PSD) André Santos (CDU) Artur Xavier (CDS-PP.NC.PPM) Maurício Lebreiro (L)                                 |

### Distrito de Leiria
| Concelho            |  | Presidente 2013/2017                             | Candidatos |
| ------------------- |  | ------------------------------------------------ | --- |
| Alcobaça            |  | Paulo Inácio                                     | Cláudia Vicente (PS) Paulo Inácio (PPD/PSD) Rogério Raimundo (CDU) Carlos Bonifácio (CDS-PP) António Delgado (BE) Lúcia Duarte (PDR)                                               |
| Alvaiázere          |  | Paulo Morgado (2013–2015) Célia Marques (2015–)  | Carlos Simões (PS) Célia Marques (PPD/PSD) Tânia Pereira Gabriel (CDU) Nelson Silva (CDS-PP)                                                                                       |
| Ansião              |  | Rui Rocha                                        | António Domingues (PS) Fernando Marques (PPD/PSD) Paulo Neves Silva (CDU) Gonçalo Cunha Alves (CDS-PP)                                                                             |
| Batalha             |  | Paulo Batista Santos                             | Carlos Repolho (PS) Paulo Batista Santos (PPD/PSD) José Valentim (CDU) Horácio Moita Francisco (CDS-PP)                                                                            |
| Bombarral           |  | José Manuel Vieira                               | Ricardo Fernandes (PS) José Manuel Vieira (PPD/PSD.CDS-PP) Maria de Los Angeles (CDU) Luís Montez (MPT)                                                                            |
| Caldas da Rainha    |  | Fernando Tinta Ferreira                          | Luís Patacho (PS) Fernando Tinta Ferreira (PPD/PSD) José Carlos Faria (CDU) Rui Gonçalves (CDS-PP) Lino Romão (BE)                                                                 |
| Castanheira de Pera |  | Fernando Lopes                                   | Gonçalo Lopes (PS) Alda Correia (PPD/PSD) Manuel Lopes da Costa (CDU) Miguel Barjona (CDS-PP.MPT)                                                                                  |
| Figueiró dos Vinhos |  | Jorge Abreu                                      | Jorge Abreu (PS) Luís Filipe Silva (PPD/PSD.CDS-PP) Fernando Valdez (CDU) Carlos Lopes (IND.)                                                                                      |
| Leiria              |  | Raul Castro                                      | Raul Castro (PS) Fernando Costa (PPD/PSD.MPT) Anabela Baptista (CDU) Sérgio Duro (CDS-PP) Andrzej Kowalski (BE) Daniela de Sousa (PAN) João Pais do Amaral (PNR)                   |
| Marinha Grande      |  | Álvaro Pereira (2013–2015) Paulo Vicente (2015–) | Cidália Ferreira (PS) Ricardo Galo (PPD/PSD.MPT) Alexandra Dengucho (CDU) Paulo Ferreira (CDS-PP.PPM) Ilda Coelho (BE) Aurélio Ferreira (IND.) Carlos Logrado (IND.)               |
| Nazaré              |  | Walter Chicharro                                 | Walter Chicharro (PS) Alberto Madaíl (PPD/PSD) António Caria (CDU) Graciano Dias (CDS-PP.MPT.PPM) Telma Ferreira (BE)                                                              |
| Óbidos              |  | Humberto Marques                                 | Vítor Rodrigues (PS) Humberto Marques (PPD/PSD) José Rui Raposo (CDU) Carlos Pinto Machado (CDS-PP) João Paulo Cardoso (BE)                                                        |
| Pedrógão Grande     |  | Valdemar Alves                                   | Valdemar Alves (PS) João Marques (PPD/PSD) Rui Baltasar Matias (CDU) Maria Amélia Magalhães (CDS-PP)                                                                               |
| Peniche             |  | António José Correia                             | Jorge Gonçalves (PS) Filipe Sales (PPD/PSD) Rogério Cação (CDU) João Nuno Santos (CDS-PP) Henrique Bertino (IND. c/ BE) Márcia Henriques (IND.)                                    |
| Pombal              |  | Diogo Mateus                                     | Jorge Claro (PS) Diogo Mateus (PPD/PSD) Fernando Domingues (CDU) Sidónio Santos (CDS-PP) Gonçalo Pessa (BE) Pascoal Duarte Oliveira (MPT) Narciso Mota (IND.) Amílcar Malho (IND.) |
| Porto de Mós        |  | João Salgueiro                                   | Rui Marto (PS) Jorge Vala (PPD/PSD) António Ferraria (CDU) Albino Januário (IND. c/ CDS-PP)                                                                                        |